# Linea Tsuyama
La linea Tsuyama (津山線?, Tsuyama-sen) è una linea ferroviaria regionale a scartamento ridotto che collega le città di Okayama e Tsuyama, entrambe prefettura di Okayama, in Giappone. La ferrovia è gestita dalla West Japan Railway Company (JR West).

## Servizi
La linea ferroviaria è interamente a binario singolo e a trazione termica. Sulla linea Tsuyama operano sia treni locali (普通?, futsū) che fermano in tutte le stazioni che treni rapidi (快速?, kaisoku) denominati Kotobuki (ことぶき?), con tempi di percorrenza rispettivamente di 90-94 minuti e 65-80 minuti a seconda delle fermate.

## Stazioni
Nella tabella sono indicate con "●" le fermate dei treni rapidi.
| Stazione     | Giapponese | Distanza | R  | Collegamenti | Posizione       | Posizione |
| ------------ | ---------- | -------- | -- | --- | --------------- | --------- |
| Okayama      | 岡山       | 0.0      | ●  | JR West ■ Linea principale Sanyō (comprese linee ■ Akō e ■ Hakubi) ■ Linea Uno ■ Linea Kibi Sanyō Shinkansen Tram di Okayama: Linea Higashiyama Linea Seikibashi | Kita-ku Okayama | Okayama   |
| Hōkaiin      | 法界院     | 2.3      | ●  | | Kita-ku Okayama | Okayama   |
| Bizen-Hara   | 備前原     | 5.1      | ｜ | | Kita-ku Okayama | Okayama   |
| Tamagashi    | 玉柏       | 7.5      | ｜ | | Kita-ku Okayama | Okayama   |
| Makiyama     | 牧山       | 11.4     | ｜ | | Kita-ku Okayama | Okayama   |
| Nonokuchi    | 野々口     | 16.7     | ｜ | | Kita-ku Okayama | Okayama   |
| Kanagawa     | 金川       | 19.7     | ●  | | Kita-ku Okayama | Okayama   |
| Takebe       | 建部       | 27.0     | ｜ | | Kita-ku Okayama | Okayama   |
| Fukuwatari   | 福渡       | 30.3     | ●  | | Kita-ku Okayama | Okayama   |
| Kōme         | 神目       | 36.5     | ｜ | | Kumenan Kume    | Okayama   |
| Yuge         | 弓削       | 40.5     | ●  | | Kumenan Kume    | Okayama   |
| Tanjōji      | 誕生寺     | 43.5     | ｜ | | Kumenan Kume    | Okayama   |
| Obara        | 小原       | 45.5     | ｜ | | Misaki Kume     | Okayama   |
| Kamenokō     | 亀甲       | 49.1     | ●  | | Misaki Kume     | Okayama   |
| Sarayama     | 佐良山     | 53.4     | ｜ | | Tsuyama         | Okayama   |
| Tsuyamaguchi | 津山口     | 56.8     | ｜ | | Tsuyama         | Okayama   |
| Tsuyama      | 津山       | 58.7     | ●  | ■ Linea Kishin ■ Linea Inbi | Tsuyama         | Okayama   |